# Estang
Estang település Franciaországban, Gers megyében. Lakosainak száma 664 fő (2022. január 1.). Estang Castex-d’Armagnac, Lias-d’Armagnac, Mauléon-d’Armagnac, Maupas, Monclar és Panjas községekkel határos.

## Népesség
A település népességének változása:
| Lakosok száma | 892  | 818  | 724  | 666  | 640  | 636  | 638  | 656  | 665  | 664  |
|               | 1968 | 1982 | 1990 | 2006 | 2013 | 2015 | 2017 | 2019 | 2020 | 2022 |